# Marcellino Barthelemy
Marcellino Barthelemy (* 16. August 1972 auf der Insel Malakula, Neue Hebriden) ist ein Politiker aus Vanuatu, der seit 2016 für die Reunification of Movements for Change (RMC) Mitglied im Parlament von Vanuatu ist. Er war zwischen 2016 und 2020 vierter stellvertretender Parlamentssprecher.

## Leben
Marcellino Barthelemy absolvierte seine gesamte schulische Ausbildung in Neukaledonien und erwarb 1988 ein Diplôme national du brevet (DNB) am Lycee Saint-Marie in Païta, 1991 das Baccalauréat am Lycee Blaise Pascal sowie 1993 ein Technisches Abitur (Baccalauréat technologique) am Lycee La Perouse, ehe er zwischen 1994 und 1995 noch ein Vorbereitungsdiplom für Buchhaltung und Finanzwissenschaften DPECF (Diplome Preparatoire des preparatoire des etudes comptables et financiers) at Lycee Jules Gamier erwarb. Nach verschiedenen Tätigkeiten wechselte er in den Regierungsdienst und wurde 2011 zunächst zweiter politischer Berater des Ministers für Unternehmen sowie 2012 Privatsekretär des Ministers für Justiz und soziale Wohlfahrt. Nachdem er 2013 Privatsekretär des Finanzministers wurde, war er zwischen Juni und Oktober 2015 Privatsekretär des Ministers für Land, natürliche Ressourcen, Geologie und Bergbau.
Er wurde bei der Parlamentswahl am 22. Januar 2016 für die Partei Reunification of Movements for Change (RMC) von Charlot Salwai zum Mitglied im Parlament von Vanuatu gewählt und vertritt dort seither den Wahlkreis Malekula, wobei er bei den Wahlen am 19./20. März 2020 und am 13. Oktober 2022 jeweils wiedergewählt wurde. Während seiner Parlamentszugehörigkeit war er in der elften Legislaturperiode zwischen dem 11. Februar 2016 und Januar 2020  vierter stellvertretender Parlamentssprecher (Fouth Deputy Speaker). Zugleich wurde er am 3. Mai 2016 Mitglied sowie später Vorsitzender des Ausschusses für Privilegien, Ansprüche und parlamentarische Rechte und Mitglied des Ausschusses für auswärtige Angelegenheiten und Außenhandel. In der darauf folgenden zwölften Legislaturperiode (2020 bis 2022) war er als Opposition Whip Parlamentarischer Geschäftsführer der Opposition.